# 比吉内利反应
比吉內利反应（Biginelli reaction）是乙酰乙酸乙酯 (1)、芳醛 (2)（如苯甲醛）与脲 (3)生成 3,4-二氢嘧啶-2(1H)-酮的多组分反应。
反应由意大利化学家 Pietro Biginelli 于 1891 年首先报道。
反应一般在浓盐酸、酒石酸、三氟乙酸、氨基磺酸、对甲苯磺酸、甲磺酸等质子酸和／或三氟化硼、氯化铈、氯化铁、氯化镍等路易斯酸的催化下进行 。
固相 及不对称的 Biginelli 反应也有报道。
产物二氢嘧啶酮及其类似物具有广泛的生物活性和药理活性。

## 反应机理
1933年 Folkers 等认为 Biginelli 反应的机理是由一系列的双分子反应组成的。
1973年 Sweet 等提出如下机理：乙酰乙酸乙酯 (1)先与芳醛发生羟醛反应，转变为碳正离子 (2)，这一步是速控步。然后脲对 (2)发生亲核加成，再经失水，得到产物 (5)。
1997年 Kappe 通过 1H NMR、13C NMR 检测及中间体的捕获实验提出了一个新的反应机理，即在酸作用下，芳醛 (1)与脲 (2)首先缩合为酰基亚胺正离子中间体 (4)。三乙 (5)亲核进攻 (4)得到一开链酰脲 (6)，它在酸催化下再进行分子内缩合失水，最终得到二氢嘧啶酮 (7)。

## 变体

### Atwal改进法
Atwal 等 (1987)：用 α,β-不饱和羰基化合物与保护的脲或硫脲在近中性条件下缩合为 1,4-二氢嘧啶，然后脱保护，得到二氢嘧啶酮，一般产率较高。